# Oncaea waldemari
Oncaea waldemari is een eenoogkreeftjessoort uit de familie van de Oncaeidae. De wetenschappelijke naam van de soort is voor het eerst geldig gepubliceerd in 1996 door Bersano & Boxshall.